# Вильянуэва, Микель
Мике́ль Вильянуэ́ва А́льварес (исп. Mikel Villanueva Álvarez; род. 14 апреля 1993, Сан-Кристобаль) — венесуэльский футболист, защитник клуба «Витория» из Гимарайнша и сборной Венесуэлы.

## Клубная карьера
Вильянуэва — воспитанник клуба «Депортиво Тачира». В 2012 году он был включён в заявку основы. В начале марта 2014 года в матче против «Эстудиантес де Мерида» он дебютировал в венесуэльской Примере. В следующем сезоне Микель вместе с командой вышел в финал Кубка Венесуэлы, но почти не играл из-за высокой конкуренции. Летом 2014 года для получения игровой практики Вильянуэва перешёл в «Депортиво Лара». 23 ноября в матче против своего бывшего клуба «Депортиво Тачира» он дебютировал за новую команду. 25 января 2015 года в поединке против «Карабобо» Микель забил свой первый гол за «Депортиво Лара». 22 февраля в матче против «Метрополитанос» он сделал «дубль».
Летом того же года Микель на правах аренды перешёл в испанскую «Малагу». Из-за высокой конкуренции он начал выступления за дублирующую команду клуба «Атлетико Малагеньо». 16 октября 2016 года в матче против «Алавеса» Вильянуэва дебютировал за основной состав «анчоусов» в Ла Лиге.
Летом 2017 года Микель на правах аренды перешёл в «Кадис». 14 октября в матче против «Культураль Леонеса» он дебютировал в испанской Сегунде. Летом 2018 года Вильянуэва на правах аренды перешёл в Реус Депортиу. В матче против «Лас-Пальмаса» он дебютировал за новый клуб. В начале 2019 года Микель был арендован «Химнастиком». 13 января в матче против «Эльче» он дебютировал за новую команду.
Летом 2020 года Вильянуэва на правах свободного агента подписал контракт с португальским клубом «Санта-Клара». 20 сентября в матче против «Маритиму» он дебютировал в Сангриш лиге. 11 апреля 2021 года в поединке против «Насьонал Фуншал» Микель забил свой первый гол за «Санта-Клара».

## Международная карьера
3 февраля 2016 года в товарищеском матче против сборной Коста-Рики Вильянуэва дебютировал за сборную Венесуэлы. 25 марта в отборочном матче чемпионата мира 2018 против сборной Перу он забил свой первый гол за национальную команду.
В 2015 году Вильянуэва попал в заявку на участие в Кубке Америки в США. На турнире он был запасным и на поле так и не вышел.
В 2019 году Вильянуэва во второй раз принял участие в Кубке Америке в Бразилии. На турнире он сыграл в матчах против сборных Перу и Бразилии.
В 2021 году Вильянуэва в третий раз принял участие в Кубке Америки. На турнире он сыграл в матче против команды Перу.

### Голы за сборную Венесуэлы
| #  | Дата          | Место                                      | Противник | Счёт | Результат | Соревнование                     |
| -- | ------------- | ------------------------------------------ | --------- | ---- | --------- | -------------------------------- |
| 1. | 25 марта 2016 | Национальный стадион, Лима, Перу           | Перу      | 0:2  | 2:2       | Чемпионат мира 2018 квалификация |
| 2. | 23 марта 2017 | Монументаль де Матурин, Матурин, Венесуэла | Перу      | 1:0  | 2:2       | Чемпионат мира 2018 квалификация |